# Senecio glinophyllus
Senecio glinophyllus là một loài thực vật có hoa trong họ Cúc. Loài này được (H.Rob. & Brettell) McVaugh miêu tả khoa học đầu tiên năm 1984.